# صندوق اللاسلكي البريطاني للمكفوفين
الصندوق البريطاني اللاسلكي للمكفوفين (BWBF) هو مؤسسة خيرية بريطانية وشركة خاصة محدودة الضمان. أسسها السير إرنست بيتشكروفت بيكويث تاوز عام 1928، وهي تُقدم أجهزة راديو ومشغلات صوت مُعدّلة على سبيل الإعارة المجانية للمكفوفين وضعاف البصر المُسجلين في المملكة المتحدة ممن تزيد أعمارهم عن ثماني سنوات، حيث يُمكن إثبات ظروفهم الصعبة من خلال استطلاع الموارد المالية والحصول على إعانة مالية مُعتمدة على الدخل.

## منظمة
يقدم صندوق الاتصالات اللاسلكية البريطانية للمكفوفين أجهزة راديو معدلة خصيصًا للأشخاص ضعاف البصر منذ أكثر من 80 عامًا. وهي تفتخر بتقديم خدمة شخصية لكل فرد يتلقى مجموعة جديدة.
بالنسبة للأشخاص الذين يعانون من فقدان البصر، تصبح الحياة تحديًا؛ ليس فقط صعوبة الخروج، ولكن أيضًا المهام اليومية التي نأخذها على محمل الجد - مثل تشغيل الراديو في الصباح للاستماع إلى الأخبار، لذلك توجد الجمعية الخيرية للمساعدة في تحسين الحياة اليومية للأشخاص ضعاف البصر، الذين لا يستطيعون تحمل تكلفة الراديو المخصص لهم، من خلال توفير المعدات على سبيل الإعارة المجانية.
تلتزم BWBF بتوفير مجموعة مختارة من أجهزة الراديو والصوت عالية الجودة والمكيفة خصيصًا على أساس الإعارة المجانية، وتتعهد بإصلاح أو استبدال المعدات مجانًا إذا لزم الأمر، كما تلتزم أيضًا برصد التطورات الجديدة في تكنولوجيا الراديو والسعي إلى تكييفها مع احتياجات المتلقين حيثما أمكن. وهي تتكون من فريق صغير مكون من 17 موظفًا، معظمهم يتمركزون في مكتبها الرئيسي في ميدستون، كينت، وأربعة مديري تنمية إقليميين يعملون في جميع أنحاء البلاد.
يتم دعم الجمعية الخيرية من خلال شبكة من الوكلاء المحليين، وعادة ما تكون عبارة عن جمعيات للمكفوفين أو فرق استشعار تابعة للسلطات المحلية. كما يضم أيضًا حوالي 45 متطوعًا مدربًا يقدمون المساعدة في جميع أنحاء الجمعية الخيرية. يوجد حاليًا حوالي 40 ألف شخص يمتلكون مجموعات BWBF في جميع أنحاء المملكة المتحدة، وتهدف الجمعية الخيرية إلى توزيع حوالي 3500 مجموعة جديدة كل عام.

## تاريخ
تأسست مؤسسة اللاسلكي البريطانية للمكفوفين (BWBF) في عام 1928 على يد إرنست بيتشكروفت بيكويث تاوز، الذي فقد بصره أثناء الحرب البويرية. حصل على وسام الصليب فيكتوريا.  لعملين من الشجاعة، كان الثاني منهما سبباً في فقدانه بصره. في وقت التأسيس، كانت أجهزة الراديو تُعرف عادةً باسم الأجهزة اللاسلكية. على الرغم من التنازل الذي تمت في قانون التلغراف (للمكفوفين) لعام 1926،  والذي تنازل عن تكلفة ترخيص جهاز لاسلكي، إلا أن سعر الراديو كان لا يزال باهظًا بالنسبة للعديد من المكفوفين. هدفت الصندوق البريطاني اللاسلكي للمكفوفين إلى معالجة هذا الوضع.

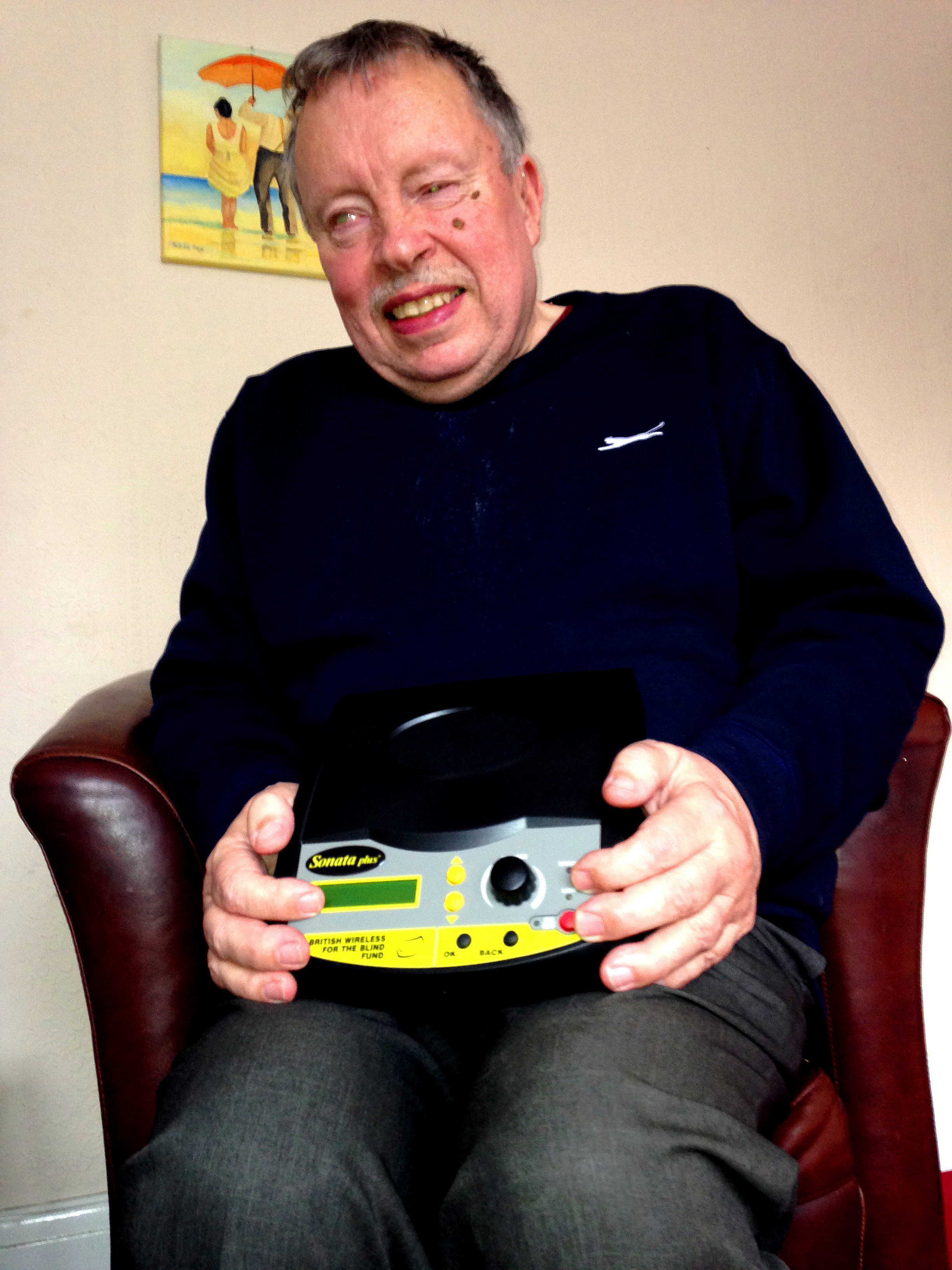
روي ويليامز، الحائز على جائزة BWBF Sonata plus+

قام ونستون تشرشل ببث أول نداء إذاعي على هيئة الإذاعة البريطانية  لجمع الأموال لـ BWBF التي شكلت حديثًا في يوم عيد الميلاد عام 1929،  ليبدأ تقليدًا من النداءات الإذاعية التي استمرت حتى ثمانينيات القرن العشرين. قال:
أُنشئ صندوق يُعرف باسم "الصندوق البريطاني اللاسلكي للمكفوفين". يهدف هذا الصندوق إلى توفير جهاز لاسلكي (قدر الإمكان) لكل شخص كفيف في البلاد. تُجمع جميع الجمعيات البريطانية التي تعمل على رعاية المكفوفين، والتي تُلبي رغباتهم، على أن هذا هو أفضل ما يُمكن تقديمه للمكفوفين في الوقت الحالي. لا يُمكننا أن نقول "دع المكفوفين يبصرون"، ولكن يُمكننا أن نقول - وهو شعار هذا الصندوق - "دع المكفوفين يسمعون". لا يُمكننا إنقاذهم من الظلام، ولكن يُمكننا إنقاذهم من الصمت. يكاد المرء يظن أن اللاسلكي صُنع خصيصًا للمكفوفين. فقط أغمض عينيك للحظة وأبقِهما مغلقتين. تخيل أنك لن تتمكن من فتحهما مرة أخرى. ثم لنفترض أن أحدهم وضع في يديك آلة موسيقية صغيرة تُمسكها على أذنك، وفجأة تستمع لساعات متواصلة إلى الموسيقى والأغاني والرقصات... وكل ما تُقدمه هذه البرامج المُلهمة. لماذا؟ لن تشعر بأنك مُنعزل تمامًا، بل ستشعر وكأنك عدتَ إلى العالم.
وفي أعقاب هذا النداء، تم توزيع أول 100 جهاز راديو كريستالي من إنتاج شركة Burne-Jones & Co Ltd على الأشخاص المكفوفين بتكلفة 31/6 بنسات للجهاز الواحد. تكلفة سماعات الرأس 7/3 بنسات للزوج.  في عيد الميلاد عام 1930، أطلق ونستون تشرشل نداءً آخر يطلب فيه 20 ألف جنيه إسترليني إضافية لتوفير أجهزة راديو لعشرة آلاف شخص آخرين. وذكّر المستمعين بأنه قد مر عام منذ أن ناشد للمرة الأولى من أجل هذه القضية، وتساءل عما إذا كان العام قد مر سريعاً بالنسبة للمستمعين المكفوفين. وقال إن الاتصالات اللاسلكية جلبت للمكفوفين كل ليلة مشهدًا أمام أعينهم. سيظل هذا المصباح الغامض للضمير الداخلي مُغذّىً بعنايتك الدائمة. سيسمع الأعمى، وبالسمع يبصر.  بحلول عام ١٩٣١، جُمِعَ ٣٧ ألف جنيه إسترليني ووُزِّعَ ١٧ ألف جهاز راديو للمستمعين المكفوفين. في عام 1932، أطلق اللورد سنودون نداءً يطلب فيه التبرع لتوفير مجموعات من الأجهزة لنحو 2000 شخص أعمى إضافي.  واصل جيمس رامزي ماكدونالد، رئيس وزراء حزب العمال بين عامي 1931 و1935، هذا التقليد وناشد جمع أموال إضافية لصالح شركة اللاسلكي البريطانية لصالح صندوق المكفوفين من منزله في لوسيموث في يوم عيد الميلاد عام 1933. 
صدر قانون عام 1945 يعفي المكفوفين من دفع ضريبة شراء أجهزة الراديو. 
كان لدى BWBF العديد من الرؤساء المتميزين منذ جر. ومن الجدير بالذكر السير جون وول  الذي كان رئيسًا من عام 1977 إلى عام 1991. كان وال محامياً بارزاً وقاضياً في المحكمة العليا، ولم يعتبر عمىه عائقاً أمام مسيرته المهنية، وخارج حياته المهنية، خدم مجتمع المكفوفين في عدد من الأدوار. وكان أول رئيس للصندوق هو صاحب السمو الملكي أمير ويلز.  ليصبح لاحقًا الملك إدوارد الثامن.

## أجهزة الراديو
كان أول جهاز راديو مُعدل صدر هو جهاز استقبال راديو بلوري مزود بقرص برايل.  في تسعينيات القرن العشرين، اكتشف جهاز استقبال ماغنوم '1 صمام' من إنتاج شركة Burne-Jones & Co. Ltd. في لندن كاملاً في عبوته البريدية الأصلية. لم يحتوي الصندوق على المجموعة فحسب، بل احتوى أيضًا على بطاريات وسماعات أذن وملف من الأسلاك الهوائية النحاسية وبعض العوازل الصينية على شكل "بيضة". كان السلك الجوي الذي يبلغ طوله 100 قدم ضروريًا لإعطاء إشارة قوية. حتى في عام 1932، عندما صدر D9150 وعندما تمت تبسيط عناصر التحكم في جهاز الاستقبال بالفعل، كان إعداد المجموعة يتطلب بعض المهارة ولم يكن من السهل على شخص يعاني من إعاقة بصرية.  مثل مجموعة الكريستال، استخدمت جميع أجهزة الراديو المبكرة من شركة ماغنوم المصنعة خصيصًا لـ BWBF رمز برايل الرسمي الجديد الذي اخترعه لويس برايل لوضع علامات على الأقراص الموجودة على المجموعة.
صدر مجموعات ماغنوم من E301 إلى 3AS1691، مع علبها الخشبية وصمامها الحراري وعلامات قرص برايل بين عامي 1939 و1943. كانت أجهزة الراديو الصمامية بمثابة تقدم كبير في التكنولوجيا حيث سمحت بتضخيم الإشارات الواردة. ومع ذلك، فقد احتاجوا إلى بطاريات ثقيلة لتشغيلها، والتي لم تدوم طويلاً. كان متطوعو BWBF يأخذون البطاريات ويستبدلونها لمستخدمي مجموعات ماغنوم.
بدأت شركة بوش راديو  العمل في عام 1932. لقد عملوا مع BWBF على إنتاج مجموعات مخصصة ومكيفة والتي تضمنت DAC10 المغلفة بالباكليت والتي صدرها في عام 1950. كانت هذه المجموعة تحتوي على خمسة أزرار تحكم مثبتة في الأعلى، ومحطات محددة مسبقًا للموجات المتوسطة والطويلة، وكانت أصغر حجمًا وأسهل في النقل من مجموعات ماغنوم.

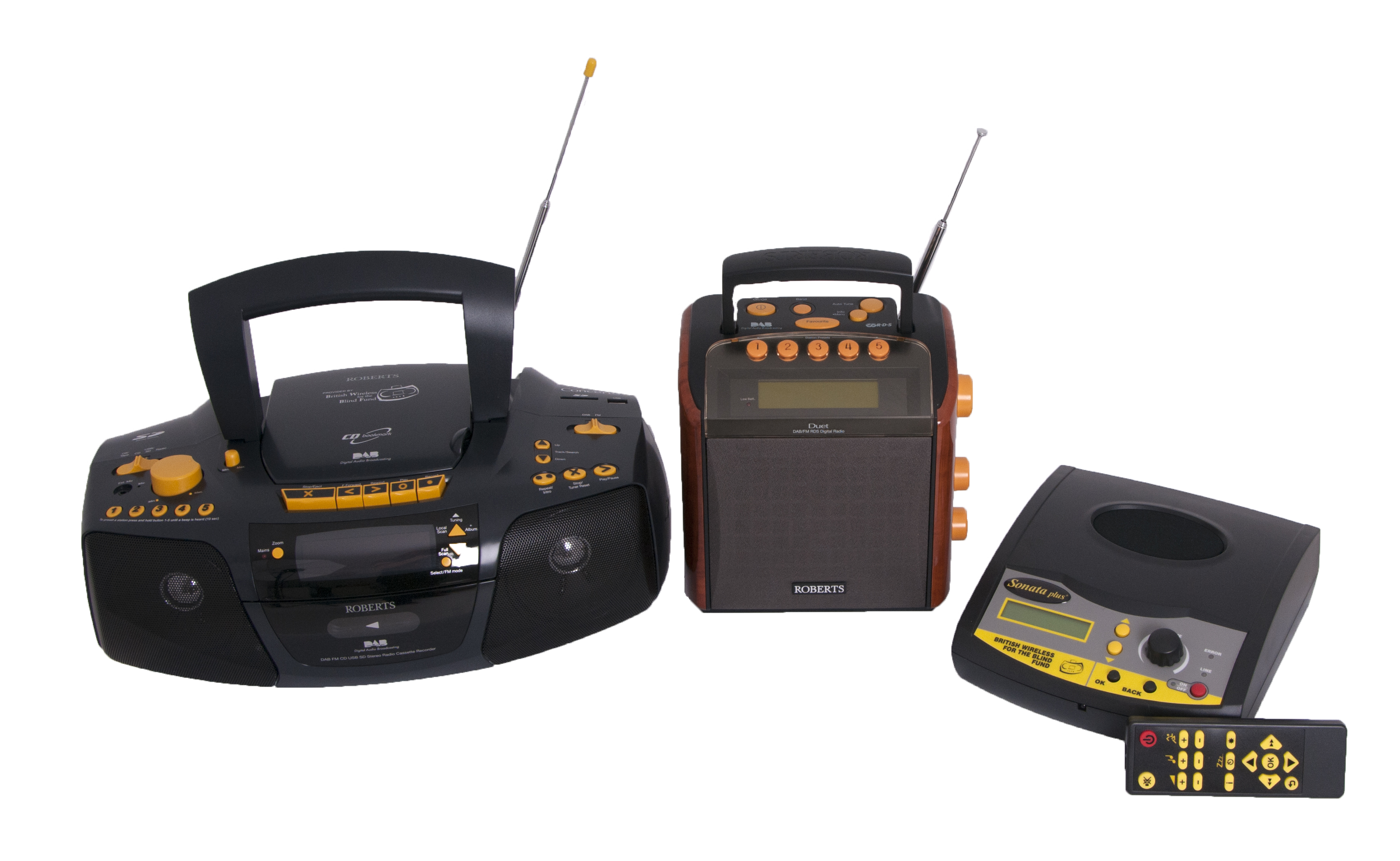
كونشيرتو 2، دويتو 2 وسوناتا زائد+

تعاونت BWBF مع راديو روبرتس  في أوائل الخمسينيات من القرن العشرين لإنتاج نماذج جديدة مناسبة لأولئك الذين يعانون من ضعف البصر مما يعني أنهم يواجهون صعوبة في استخدام مجموعة قياسية. إن استخدام الترانزستورات لتضخيم الصوت بدلاً من الأنابيب المفرغة يعني أن الراديو يمكن أن يكون أصغر بكثير، ويتطلب طاقة أقل بكثير للتشغيل من راديو الأنبوب وكان أكثر مقاومة للصدمات. أدى هذا التقدم في التكنولوجيا، إلى جانب التعديلات التي طرأت على المجموعات السائدة والتي أدت إلى تحسين قابلية الاستخدام للمستخدمين ضعاف البصر، إلى إنتاج سلسلة من المجموعات بواسطة روبرتس منذ أوائل الخمسينيات فصاعدًا. صدر R55 في عام 1954 وكان به قرص دوار مثبت في قاعدة المجموعة لسهولة الدوران وكان به أيضًا عناصر تحكم مثبتة في الجزء العلوي. تم دمج هاتين الميزتين في الطرازات R303 وR600 وR505 وتم تصنيعها من الجلد الأحمر ذو العلامة التجارية، والذي صمم خصيصًا لـ BWBF. كما أن الطراز R505 الذي صدر في عام 1974 كان يحتوي أيضًا على مفتاح نطاق موجي مُكيف خصيصًا.
كما واصل بوش تصنيع أجهزة الراديو لشركة BWBF، وكانت مجموعة VTR التي أصدرها في عام 1970 تحتوي على هوائي غير قابل للانقلاب مع قالب بلاستيكي ناعم على الطرف لمنع تلف العين العرضي.
خلال ثمانينيات القرن العشرين، كانت الأجهزة مثل Roberts RM33 تتضمن ما يصل إلى خمسة أزرار يمكن من خلالها ضبط محطات الراديو مسبقًا. استمرت هذه الميزة في المجموعات التي صدرت حتى يومنا هذا. مع تطور تخزين البيانات باستخدام الشريط المغناطيسي، إنتج مجموعات تحتوي على شريط واحد أو شريطين. وقد أتاح هذا للأشخاص ضعاف البصر خيارًا إضافيًا للاستماع إلى الموسيقى والكتب المسجلة مسبقًا وتسجيل الرسائل لإرسالها إلى الأصدقاء والعائلة. كان جهاز Roberts RSR50 مزودًا بشريط كاسيت بالإضافة إلى أزرار كبيرة وأدوات تحكم في النغمة والتوازن.
تعاونت BWBF لفترة وجيزة مع كلارك وسميث،  الذين تخصصوا في المعدات التعليمية مثل نظام الكتاب الصوتي القائم على "Tapete". كانت أجهزتهم الراديوية البسيطة وسهلة الاستخدام ومستقبلات الصوت ذات عناصر التحكم الكبيرة بمثابة خطوة أخرى نحو تحسين قابلية الاستخدام. شهد طراز CS1 1318 استخدامًا جديدًا لمقابض التحكم الصفراء مقابل جسم رمادي فحمي ضبط لتوفير تباين الألوان لمساعدة الأشخاص الذين لديهم بعض البصر المتبقي. أصبح اللون الأصفر والرمادي الفحمي الألوان القياسية لمجموعة BWBF.
مع التحول إلى الأقراص المضغوطة لتخزين البيانات، تمت إضافة مشغل الأقراص المضغوطة إلى مجموعة الميزات التي تتميز بها مجموعات روبرتس المخصصة لذلك. كانت مجموعة "السمفونية" التي صدرت في عام 2004 واحدة من أقدم المجموعات التي تحتوي على هذه الميزة، كما تضمنت أيضًا ميزة "الإشارة المرجعية" حتى يتمكن المستخدم من العودة إلى المكان الذي توقف عنده في الموسيقى أو القصة.
مع تطور أجهزة تخزين البيانات الجديدة، تطورت أيضًا المرافق اللازمة لتشغيلها. مجموعة "Concerto 2"، التي صدرت لأول مرة في عام 2011، هي عبارة عن راديو DAB وFM، ويمكنها تشغيل الأشرطة والأقراص المضغوطة والملفات من بطاقة SD أو ذاكرة USB. من الممكن ضبط عشر محطات إذاعية مسبقًا، خمس منها على DAB وخمس على FM. تحتوي على ميكروفون مدمج ومقبس سماعة رأس، وعناصر تحكم برموز لمسية، وشاشة LCD كبيرة بإضاءة خلفية، ويمكن تشغيلها بالتيار الكهربائي أو بالبطارية.
إطلاق الراديو عبر الإنترنت، والذي يتضمن بث الوسائط، في عام 1993. طور مجموعات Sonata وSonata Plus + التي تستخدم هذه التقنية بواسطة شركة حلول الراديو  الهولندية. Sonata Plus + عبارة عن مكتبة راديو وصوت لاسلكية عبر الإنترنت، يمكن الوصول إليها بالكامل للأشخاص المكفوفين وضعاف البصر. تحتوي على خمسة أزرار وقرص واحد وقائمة مسموعة.
يحتفظ معرض BWBF بمجموعة من معظم المجموعات التي صدرت منذ ثلاثينيات القرن العشرين، ويرجع الفضل في ذلك جزئيًا إلى جهود أعضاء جمعية البريطانية للأجهزة اللاسلكية القديمة. في أوائل تسعينيات القرن العشرين، طُلب من موريس ستيدمان، وهو مهندس راديو وعضو في تلك الجمعية، إصلاح وترميم الأجهزة القديمة التي تمتلكها BWBF أو التي تم التبرع بها لها:  
في عام 2012، حصلت BWBF على منحة من صندوق اليانصيب التراثي لجمع تاريخ وتراث أجهزة الراديو الصادرة منذ إنشاء الصندوق.  تتناول مقالة في مجلة الراديو  بعنوان "ابقوا على اتصال" كيفية اكتشاف هذه المعلومات.

## الأجهزة اللوحية
في عام 2017، أطلقت الصندوق البريطاني اللاسلكي للمكفوفين تطبيق طنانة، وهو تطبيق سهل الاستخدام، صمم خصيصًا لتلبية الاحتياجات المتغيرة للأشخاص الذين ندعمهم وفتح العالم الرقمي لأولئك الذين يعانون من فقدان البصر. لقد طور من قبل خبراء في شركة اللاسلكي البريطاني الذين عملوا بشكل وثيق مع الأشخاص المكفوفين وضعاف البصر لضمان أن المنتج يلبي الاحتياجات المختلفة.
يمكن رؤية القوائم الكبيرة والبسيطة بمجموعة متنوعة من التناقضات، بما في ذلك اللون الأسود والأصفر، بحيث تبرز لأصحاب البصر المتبقي. بالإضافة إلى الوصف الصوتي لكل عنصر من عناصر القائمة، فهو سهل الاستخدام أيضًا للأشخاص الذين يعانون من ضعف البصر أو لا يعانون من أي ضعف في الرؤية.
يوفر تطبيق طنانة إمكانية الوصول إلى آلاف محطات الراديو والبودكاست والصحف والمجلات الناطقة وصفحات المحتوى عبر الإنترنت ومجموعة كبيرة من المعلومات المفيدة، كل ذلك من جهاز محمول واحد.
هناك أيضًا قسم مجتمعي، حيث يمكن للمستخدمين مشاركة تجاربهم، ومناقشة الموضوعات الشائعة، ومشاركة النصائح، والتحدث عن المحتوى الشائع ومساعدة ودعم بعضهم البعض - كل ذلك باستخدام وظيفة تحويل النص إلى كلام المدمجة. يعد المحتوى الذي يقدمه المستخدم جزءًا من حصرية طنانة، حيث يمكن للمستمعين إنشاء مكتبة صوتية شخصية خاصة بهم في جيبهم.
يتطلب الأمر اتصالاً لاسلكيًا لبث الراديو المباشر وتنزيل المحتوى. بمجرد حفظ ملفات الصوت على الجهاز اللوحي الذي تمت إصداره التطبيق عليه، يمكن الوصول إليها من أي مكان؛ مما يجعل طنانة مثاليًا للاستماع أثناء التنقل.

#### التطبيقات
يستخدم راديو الكلام تقنية لم يتم استخدامها من قبل في تطبيق الهاتف المحمول للسماح للمستخدم بالتحكم في وظائفه وعملياته بالكامل عن طريق الصوت.
استناداً إلى أكثر من 90 عامًا من الخبرة في العمل مع الأشخاص الذين يعانون من فقدان البصر في جميع أنحاء البلاد، يعتمد راديو الكلام على حملة الإغلاق التي قامت بها BWBF والتي شهدت تسليم مئات من أجهزة الراديو المعدلة خصيصًا للمستلمين في جميع أنحاء البلاد أثناء الوباء للمساعدة في تقليل العزلة والشعور بالوحدة أثناء جائحة COVID-19.
أصبح تطبيق راديو الكلام الآن مجاني للتنزيل على أنظمة IOS وAndroid.

#### مهارة أليكسا
تتيح لنا برمجة اللغة الطبيعية الخاصة بنا أخذ مدخلات صوت المستخدم وتحويلها إلى نص ثم تحديد الوظيفة التي سيتم جلبها من هذه النتيجة. هذا التطبيق متاح حاليًا على نظامي التشغيل iOS وAndroid Beta بعد اختباره بالكامل.
تتيح هذه المهارة للمستخدمين الذين يعانون من صعوبات في القراءة أو البصر إمكانية الوصول إلى الصحف والمجلات الناطقة من جميع أنحاء المملكة المتحدة. افتح المهارة واطلب المهارة باسم الصحيفة الناطقة التي تريدها، المهارة متوافقة حاليًا مع جميع الصحف الناطقة التي نستضيفها.

#### تطبيق راديو الكلام
أكدت مؤسسة الاتصالات اللاسلكية البريطانية للمكفوفين إطلاق تطبيق جديد رائد على أنظمة التشغيل IOS وAndroid. يستخدم راديو الكلام تقنية لم يتم استخدامها مطلقًا في تطبيق الهاتف المحمول للسماح للمستخدم بالتحكم في وظائفه وعملياته بالكامل عن طريق الصوت.

## الوثيقة الحاكمة
سجلت شركة الصندوق البريطاني اللاسلكي للمكفوفين في دار الشركات كشركة خاصة محدودة بالضمان. كما أنها مسجلة كجمعية خيرية لدى لجنة الجمعيات الخيرية في إنجلترا وويلز  وفي اسكتلندا. تأسست الشركة في 28 أكتوبر 1999 بموجب مذكرة تأسيسية حددت أغراض وصلاحيات الشركة الخيرية وتخضع لنظامها الأساسي المعدل في 23 فبراير 2006.
أهداف الجمعية الخيرية هي تخفيف معاناة المكفوفين أو ضعاف البصر المسجلين في الجزر البريطانية من خلال توفير أجهزة الراديو ومشغلات الصوت وأي معدات أو خدمات أخرى ضرورية للسماح لهم بالاستفادة من استقبال البث الصوتي وفقًا لمذكرة التأسيس. تندرج الأهداف ضمن المادة الفرعية 3 (1) من قانون الجمعيات الخيرية لعام 2011 فيما يتعلق بإغاثة المحتاجين، بسبب الشباب، أو السن، أو المرض، أو الإعاقة، أو الصعوبات المالية، أو أي عيب آخر.

## التمويل
صندوق اللاسلكي البريطاني للمكفوفين هو مؤسسة خيرية غير ربحية تعتمد في المقام الأول على التبرعات العامة والوصايا والمنح لدعم عملياتها. ولا يتلقى أي تمويل حكومي.

## الصندوق البريطاني اللاسلكي للمكفوفين المباشر
الصندوق البريطاني اللاسلكي للمكفوفين مباشر هو الذراع التجاري لشركة اللاسلكي البريطاني لصندوق المكفوفين. نشاطها هو بيع أجهزة الراديو والصوت المعدلة وغير المعدلة. سيتم التبرع بجميع الأرباح للأعمال الخيرية.